# Rally del Portogallo

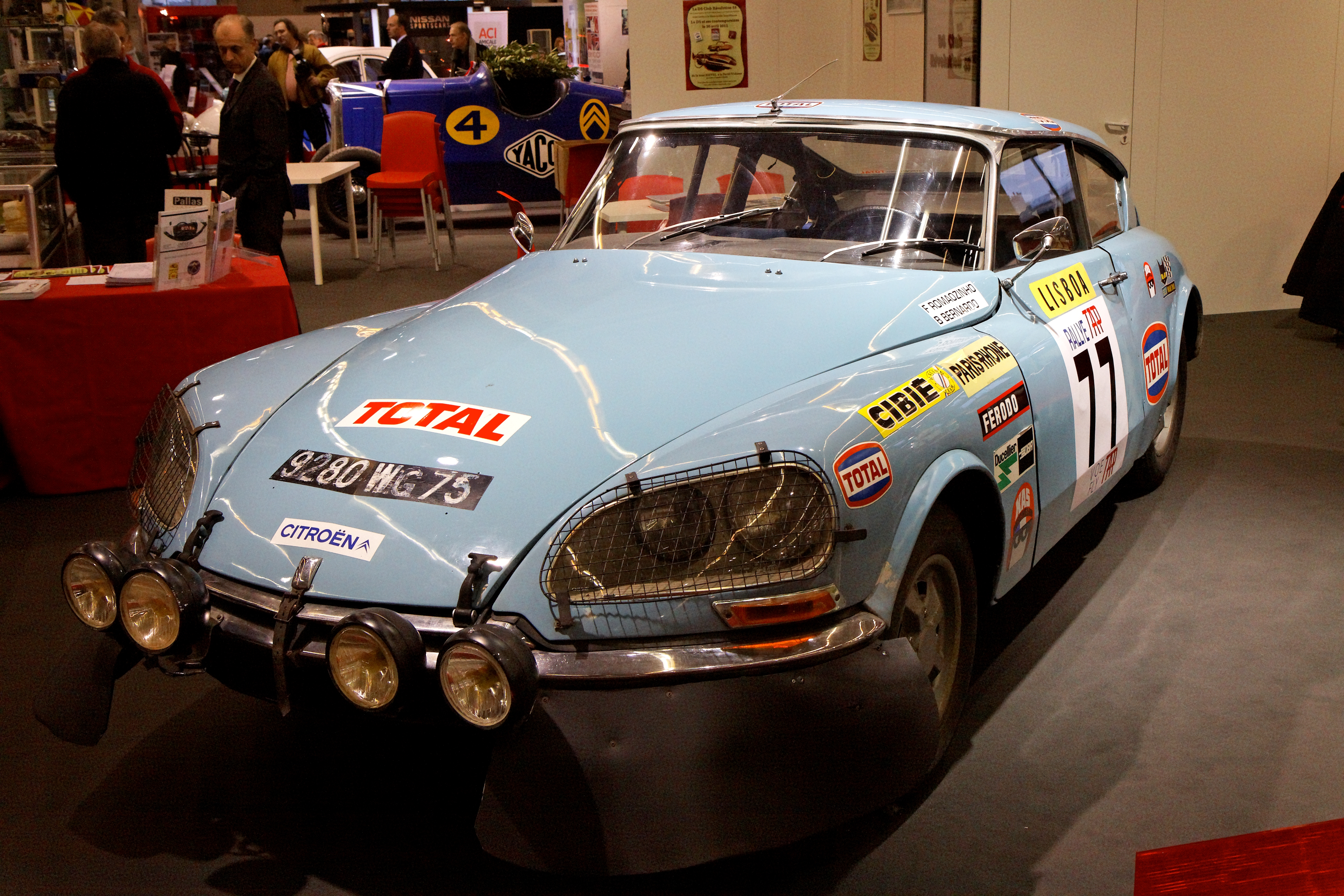
Una Citroën DS che ha partecipato al Rally del Portogallo del 1972.

Il Rally del Portogallo è una competizione che si svolge in Portogallo dal 1967. La settima edizione venne inserita come terza tappa del primo World Rally Championship nel 1973. Le edizioni si sono ripetute ogni anno dal 1967 al 2002 e, dopo un periodo di sospensione fino al 2009, ricominciarono stabilmente. Nel corso delle edizioni degli anni settanta, ottanta e dei primi novanta, il Rally del Portogallo era una gara con un percorso misto asfalto-sterrato mentre attualmente si svolge interamente su terreno sterrato.
Il Rally del Portogallo ottenne il titolo di "Best Rally of the World" e nel 2000 di "Best Rally of the Year". Il pilota con il maggior numero di successi in questa gara è attualmente il finlandese Markku Alén, che lo vinse cinque annate (1975, 1977, 1978, 1981 e 1987).

## Storia

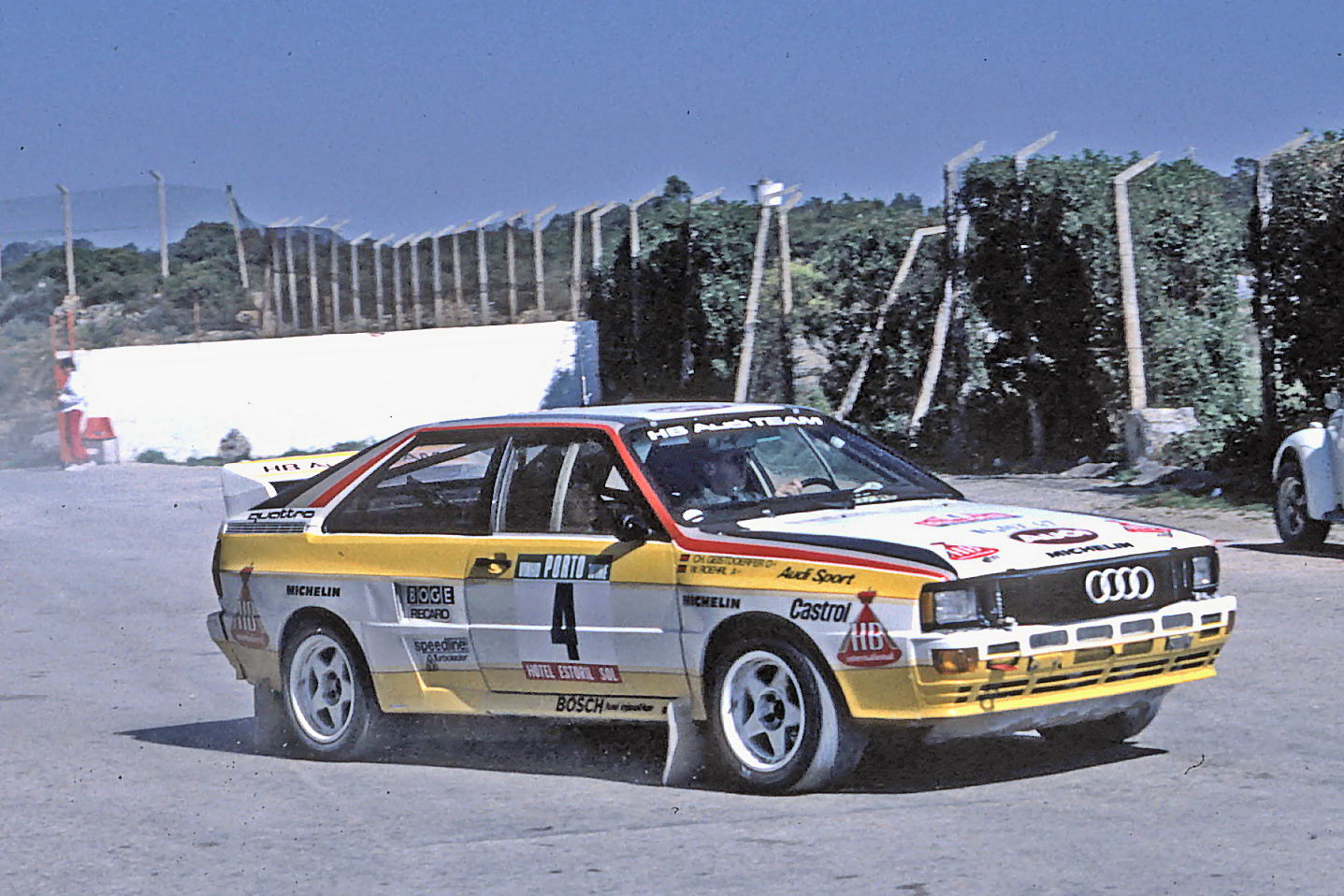
Walter Röhrl nell'edizione del 1984 su una Audi Quattro A2.

Il Rally del Portogallo ha un importante aspetto che lo ha reso così famigerato: il controllo della folla. Nel corso degli anni '70 e soprattutto '80, il Portogallo era noto per gli spettatori in piedi sulla carreggiata durante il transito delle auto, il rischio di collisioni era altissimo. Nel 1986 alcuni spettatori vennero investiti da una vettura in gara: questo fu l'ultimo anno in cui il Gruppo B dominò la scena del WRC. Il colpo finale avvenne al Tour de Corse di quello stesso anno con la morte di Henri Toivonen e Sergio Cresto. Nella prima parte del rally (Sintra), nella prova speciale "Lagoa Azul", il portoghese Joaquim Santos giunse troppo largo in una curva perdendo il controllo del veicolo e uscendo di strada precipitando a destra in mezzo al pubblico, ciò causò la morte di tre persone e decine di feriti. Dopo l'incidente tutte le squadre si ritirarono dalla gara. Anche se fu un evento tragico, era una conseguenza logica per il comportamento irresponsabile che il pubblico portoghese aveva tenuto nel corso degli anni. La situazione non era solo pericolosa per il pubblico, ma anche per gli stessi conducenti. L'ex campione del mondo Timo Salonen ammise, nell'edizione del 1986, che aveva avuto paura, per la prima volta in vita sua, di correre su strada. Walter Röhrl aveva una sua teoria sulla situazione della folla: "Basta vedere la folla come un muro e non come spettatori."
Negli anni seguenti la situazione non migliorò e continuarono a verificarsi incidenti che coinvolsero gli spettatori. Nel 1987 un'auto privata andò a finire sugli spettatori, causando fortunatamente solo danni minori, ma dimostrando come la gestione del pubblico fosse ancora precaria. La situazione non migliorò fino ai primi anni '90, quando il rally portoghese divenne un esempio per il controllo della folla e una grande manifestazione motoristica. Gli spettatori non erano diminuiti ma risultavano meglio gestiti e più consapevoli dei rischi incombenti.

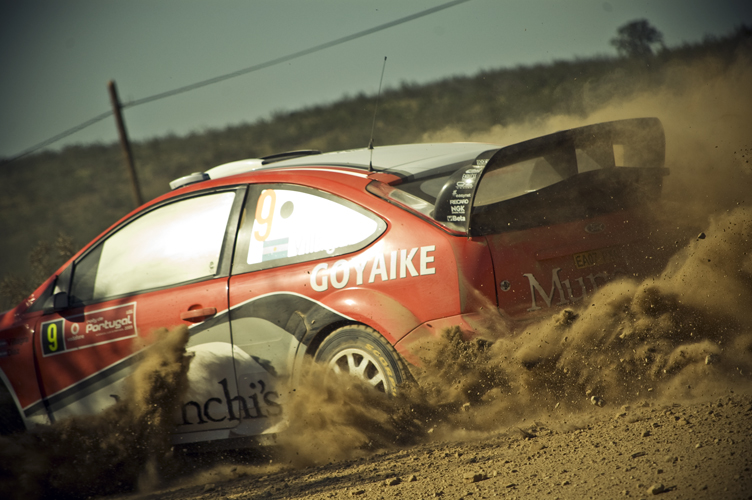
Federico Villagra nel rally del 2009.

Le ultime edizioni del rally del Portogallo, per cinque anni, si svolsero sotto la pioggia battente. Nel 2001 è stato vinto da Tommi Mäkinen su Mitsubishi Lancer Evolution, nel 2002 non si disputò essendo stato sostituito dal Rally di Germania. Nel 2005, gli organizzatori del Rally del Portogallo annunciarono l'intenzione di rientrare nel WRC, questa volta cambiando il percorso con una zona attorno all'Algarve. Nel 2006 ci fu una prova generale per l'inserimento nel WRC e, nel 2007, venne poi formalmente ufficializzata l'unione. Il Rally del Portogallo del 2007 fu il quinto appuntamento della stagione ed venne vinto da Sébastien Loeb. Dopo un anno nell'Intercontinental Rally Challenge, il Rally del Portogallo fu restituito al calendario del WRC per la stagione 2009. Il percorso fu incentrato nei dintorni di Faro, capitale dell'Algarve, su strade collinari tortuose, veloci, con curve cieche e sezioni strette. La prima prova nell'Estádio Algarve (Stadio Algarve) venne vinta da Henning Solberg anche se poco dopo venne battuto da Jari-Matti Latvala.  
Nel 2015 il rally è tornato ad aver sede nel distretto di Porto, cosa che ha permesso all'evento di recuperare numerose tappe storiche ed in particolare l'iconica tappa di Fafe, nota per concludersi col vertiginoso salto Pedra sentada, diventato parte del folklore rallistico negli anni '90 e ritornato a praticarsi proprio a partire da quell'anno. 
La manifestazione continua tuttora; qui di seguito sono elencati i risultati dalla prima all'edizione più recente disponibile.

## Albo d'oro
| Anno | Denominazione                           | Vincitori                                      | Auto                                           | Scuderia                                       | Validità |
| ---- | --------------------------------------- | ---------------------------------------------- | ---------------------------------------------- | ---------------------------------------------- | -------- |
| 1967 | 1º Rali Internacional TAP               | José Carpinteiro Albino António Silva Pereira  | Renault 8 Gordini                              | -                                              | -        |
| 1968 | 2º Rali Internacional TAP               | Tony Fall Ronald Crellin                       | Lancia Fulvia 1.3 Coupé HF                     | -                                              | -        |
| 1969 | 3º Rali Internacional TAP               | Francisco Romãozinho "Jocames"                 | Citroën DS 21                                  | 100 à Hora                                     | -        |
| 1970 | 4º Rali Internacional TAP               | Simo Lampinen John Davenport                   | Lancia Fulvia 1.6 Coupé HF                     | HF Scuderia Corse                              | ERC      |
| 1971 | 5º Rali Internacional TAP               | Jean-Pierre Nicolas Jean Todt                  | Alpine-Renault A110 1800                       | -                                              | ERC      |
| 1972 | 6º Rali Internacional TAP               | Achim Warmbold John Davenport                  | BMW 2002 Alpina                                | Castrol                                        | ERC      |
| 1973 | 7º Rali Internacional TAP               | Jean-Luc Thérier Jacques Jaubert               | Alpine-Renault A110 1800                       | Alpine-Renault                                 | WRC      |
| 1974 | 8º Rali Internacional TAP               | Raffaele Pinto Arnaldo Bernacchini             | Fiat 124 Abarth Rally                          | Olio Fiat                                      | WRC      |
| 1975 | 9º Rallye de Portugal - Vinho do Porto  | Markku Alén Ilka Kivimäki                      | Fiat 124 Abarth Rally                          | Fiat Rally                                     | WRC      |
| 1976 | 10º Rallye de Portugal - Vinho do Porto | Sandro Munari Silvio Maiga                     | Lancia Stratos HF                              | Lancia Alitalia                                | WRC      |
| 1977 | 11º Rallye de Portugal - Vinho do Porto | Markku Alén Ilka Kivimäki                      | Fiat 131 Abarth Rally                          | Fiat                                           | WRC      |
| 1978 | 12º Rallye de Portugal - Vinho do Porto | Markku Alén Ilka Kivimäki                      | Fiat 131 Abarth Rally                          | Fiat Alitalia                                  | WRC      |
| 1979 | 13º Rallye de Portugal - Vinho do Porto | Hannu Mikkola Arne Hertz                       | Ford Escort RS 1800                            | Ford Motor Co. Ltd.                            | WRC      |
| 1980 | 14º Rallye de Portugal - Vinho do Porto | Walter Röhrl Christian Geistdörfer             | Fiat 131 Abarth Rally                          | Fiat Italia                                    | WRC      |
| 1981 | 15º Rallye de Portugal - Vinho do Porto | Markku Alén Ilka Kivimäki                      | Fiat 131 Abarth Rally                          | Fiat Auto Torino                               | WRC      |
| 1982 | 16º Rallye de Portugal - Vinho do Porto | Michèle Mouton Fabrizia Pons                   | Audi quattro                                   | Audi Sport                                     | WRC      |
| 1983 | 17º Rallye de Portugal - Vinho do Porto | Hannu Mikkola Arne Hertz                       | Audi quattro A1                                | Audi Sport                                     | WRC      |
| 1984 | 18º Rallye de Portugal - Vinho do Porto | Hannu Mikkola Arne Hertz                       | Audi quattro A2                                | Audi Sport                                     | WRC      |
| 1985 | 19º Rallye de Portugal - Vinho do Porto | Timo Salonen Seppo Harjanne                    | Peugeot 205 Turbo 16                           | Peugeot Talbot Sport                           | WRC      |
| 1986 | 20º Rallye de Portugal - Vinho do Porto | Joaquim Moutinho Edgar Fortes                  | Renault 5 Turbo                                | Renault Galp                                   | WRC      |
| 1987 | 21º Rallye de Portugal - Vinho do Porto | Markku Alén Ilka Kivimäki                      | Lancia Delta HF 4WD                            | Martini Lancia                                 | WRC      |
| 1988 | 22º Rallye de Portugal - Vinho do Porto | Miki Biasion Carlo Cassina                     | Lancia Delta Integrale                         | Martini Lancia                                 | WRC      |
| 1989 | 23º Rallye de Portugal - Vinho do Porto | Miki Biasion Tiziano Siviero                   | Lancia Delta Integrale                         | Martini Lancia                                 | WRC      |
| 1990 | 24º Rallye de Portugal - Vinho do Porto | Miki Biasion Tiziano Siviero                   | Lancia Delta Integrale 16V                     | Martini Lancia                                 | WRC      |
| 1991 | 25º Rallye de Portugal - Vinho do Porto | Carlos Sainz Luis Moya                         | Toyota Celica GT-Four ST165                    | Toyota Team Europe                             | WRC      |
| 1992 | 26º Rallye de Portugal - Vinho do Porto | Juha Kankkunen Juha Piironen                   | Lancia Delta HF Integrale                      | Martini Racing                                 | WRC      |
| 1993 | 27º Rallye de Portugal - Vinho do Porto | François Delecour Daniel Grataloup             | Ford Escort RS Cosworth                        | Ford Motor Co. Ltd.                            | WRC      |
| 1994 | 28º TAP Rallye de Portugal              | Juha Kankkunen Nicky Grist                     | Toyota Celica Turbo 4WD                        | Toyota Castrol Team                            | WRC      |
| 1995 | 29º TAP Rallye de Portugal              | Carlos Sainz Luis Moya                         | Subaru Impreza 555                             | 555 Subaru WRT                                 | WRC      |
| 1996 | 30º TAP Rallye de Portugal              | Rui Madeira Nuno Rodrigues da Silva            | Toyota Celica GT-Four ST205                    | H.F. Grifone SRL                               | -        |
| 1997 | 31º TAP Rallye de Portugal              | Tommi Mäkinen Seppo Harjanne                   | Mitsubishi Lancer Evo IV                       | Mitsubishi Ralliart                            | WRC      |
| 1998 | 32º TAP Rallye de Portugal              | Colin McRae Nicky Grist                        | Subaru Impreza WRC98                           | 555 Subaru WRT                                 | WRC      |
| 1999 | 33º TAP Rallye de Portugal              | Colin McRae Nicky Grist                        | Ford Focus WRC                                 | Ford Motor Co. Ltd.                            | WRC      |
| 2000 | 34º TAP Rallye de Portugal              | Richard Burns Robert Reid                      | Subaru Impreza WRC2000                         | Subaru WRT                                     | WRC      |
| 2001 | 35º TAP Rallye de Portugal              | Tommi Mäkinen Risto Mannisenmäki               | Mitsubishi Lancer Evo 6.5                      | Marlboro Mitsubishi Ralliart                   | WRC      |
| 2002 | 36º TMN Rallye de Portugal              | Didier Auriol Thierry Barjou                   | Toyota Corolla WRC                             | Step 2                                         | -        |
| 2003 | 37º TMN Rallye de Portugal              | Armindo Araújo Miguel Ramalho                  | Citroën Saxo Kit Car                           | Automóveis Citroën                             | -        |
| 2004 | 38º TMN Rallye de Portugal              | Armindo Araújo Miguel Ramalho                  | Citroën Saxo Kit Car                           | Automóveis Citroën                             | -        |
| 2005 | 39º PT Rallye de Portugal               | Daniel Carlsson Mattias Andersson              | Subaru Impreza STi                             | H.F. Grifone SRL                               | -        |
| 2006 | 40º TMN Rallye de Portugal              | Armindo Araújo Miguel Ramalho                  | Mitsubishi Lancer Evo VIII                     | Mitsubishi Galp                                | -        |
| 2007 | 41º Vodafone Rally de Portugal          | Sébastien Loeb Daniel Elena                    | Citroën C4 WRC                                 | Citroën Total WRT                              | WRC      |
| 2008 | 42º Vodafone Rally de Portugal          | Luca Rosetti Matteo Chiarcossi                 | Peugeot 207 S2000                              | Racing Lions SRL                               | IRC      |
| 2009 | 43º Vodafone Rally de Portugal          | Sébastien Loeb Daniel Elena                    | Citroën C4 WRC                                 | Citroën Total WRT                              | WRC      |
| 2010 | 44º Vodafone Rally de Portugal          | Sébastien Ogier Julien Ingrassia               | Citroën C4 WRC                                 | Citroën Junior Team                            | WRC      |
| 2011 | 45º Vodafone Rally de Portugal          | Sébastien Ogier Julien Ingrassia               | Citroën DS3 WRC                                | Citroën Total WRT                              | WRC      |
| 2012 | 46º Vodafone Rally de Portugal          | Mads Østberg Jonas Andersson                   | Ford Fiesta RS WRC                             | Adapta World Rally Team                        | WRC      |
| 2013 | 47º Vodafone Rally de Portugal          | Sébastien Ogier Julien Ingrassia               | Volkswagen Polo R WRC                          | Volkswagen Motorsport                          | WRC      |
| 2014 | 48º Vodafone Rally de Portugal          | Sébastien Ogier Julien Ingrassia               | Volkswagen Polo R WRC                          | Volkswagen Motorsport                          | WRC      |
| 2015 | 49º Vodafone Rally de Portugal          | Jari-Matti Latvala Miikka Anttila              | Volkswagen Polo R WRC                          | Volkswagen Motorsport                          | WRC      |
| 2016 | 50º Vodafone Rally de Portugal          | Kris Meeke Paul Nagle                          | Citroën DS3 WRC                                | Abu Dhabi Total WRT                            | WRC      |
| 2017 | 51º Vodafone Rally de Portugal          | Sébastien Ogier Julien Ingrassia               | Ford Fiesta WRC                                | M-Sport WRT                                    | WRC      |
| 2018 | 52º Vodafone Rally de Portugal          | Thierry Neuville Nicolas Gilsoul               | Hyundai i20 Coupe WRC                          | Hyundai Shell Mobis WRT                        | WRC      |
| 2019 | 53º Vodafone Rally de Portugal          | Ott Tänak Martin Järveoja                      | Toyota Yaris WRC                               | Toyota Gazoo Racing WRT                        | WRC      |
| 2020 | Vodafone Rally de Portugal              | Cancellato a causa della pandemia di COVID-19. | Cancellato a causa della pandemia di COVID-19. | Cancellato a causa della pandemia di COVID-19. | WRC      |
| 2021 | 54º Vodafone Rally de Portugal          | Elfyn Evans Scott Martin                       | Toyota Yaris WRC                               | Toyota Gazoo Racing WRT                        | WRC      |
| 2022 | 55º Vodafone Rally de Portugal          | Kalle Rovanperä Jonne Halttunen                | Toyota GR Yaris Rally1 Hybrid                  | Toyota Gazoo Racing WRT                        | WRC      |
| 2023 | 56º Vodafone Rally de Portugal          | Kalle Rovanperä Jonne Halttunen                | Toyota GR Yaris Rally1 Hybrid                  | Toyota Gazoo Racing WRT                        | WRC      |
| 2024 | 57º Vodafone Rally de Portugal          | Sébastien Ogier Vincent Landais                | Toyota GR Yaris Rally1 Hybrid                  | Toyota Gazoo Racing WRT                        | WRC      |
| 2025 | 58º Vodafone Rally de Portugal          | Sébastien Ogier Vincent Landais                | Toyota GR Yaris Rally1                         | Toyota Gazoo Racing WRT                        | WRC      |